# Городокский музей Ф. Штейнгеля на Волыни
Городокский музей Ф. Штейнгеля на Волыни — одно из первых на Украине музейных учреждений краеведческого толка, которое было образовано и функционировало на научной основе.

## История
Осуществлял комплексное исследование Волыни. Основан 1896 году и действовал на средства известного собирателя древностей, общественного и политического деятеля барона Фёдора Штейнгеля в семейном имении в селе Городок.
По приглашению барона Николай Беляшевский разработал программу организации музея и осуществлял научное руководство заведением. Основным источником пополнения фондов стали археологические раскопки, историческое и фольклорно-этнографическое обследование края, в которых участвовали известные ученые и краеведы.
Особенно плодотворны были экспедиции 1897—1900 годов. В результате в музее сформировались значительные археологические коллекции, богатые этнографические сборники преимущественно произведений народного искусства и предметов обихода. В библиотеке музея хранились ценные письменные памятники местной истории, ряд старопечатных книг и рукописные материалы из частных архивов XVII—XIX веков, многочисленные документы по истории отдельных церквей, костелов, учреждений Волыни и т. д. Результаты собирательской и научной работы обнародовались в ежегодных отчетах музея, публикациях в периодических изданиях. Большинство коллекций музея и материалов из библиотеки потерялись во время Первой мировой войны и гражданской войны на Украине (1917—1921 года).